# Teschovirus
Die Gattung Teschovirus besteht nach ICTV-Stand vom November 2018 aus einer einzigen Spezies Teschovirus A, in der die früheren 11 Spezies als Subtypen zusammengefasst sind. Es handelt sich um von unbehüllte Viren aus der Familie Picornaviridae, die bei Schweinen isoliert wurden. Der Gattungsname entstammt der Bezeichnung für die verursachte Erkrankung, der Teschener Krankheit beim Haus- und Wildschwein, die zu einer Enzephalomyelitis mit Lähmungen führen kann; sie wird daher auch als „Ansteckende Schweinelähmung“ bezeichnet. Die Symptome und der Verlauf ähneln sehr einer Poliomyelitis beim Menschen.

## Eigenschaften

Genomkarte der Gattung Teschovirus

Ursprünglich waren die Teschoviren als Mitglieder des Genus Enterovirus klassifiziert und als Porzines Enterovirus 1-13 bezeichnet; sie wurden jedoch auch aufgrund ihrer Instabilität gegenüber niedrigen pH-Werten und Sequenzvergleichen in einer eigenen Gattung zusammengefasst. Die Virusteilchen (Virionen) der porzinen Teschoviren sind etwa 27 bis 30 nm im Durchmesser groß und durchlaufen einen Reifungszyklus außerhalb der Wirtszelle. Die Viren der Gattung Teschovirus unterscheiden sich von anderen Mitgliedern der Picornaviridae durch eine sehr kurze IRES mit 290 nt, die auch ohne Bindung des Initiationsfaktors eIF-4G die Translation initiieren kann. Die IRES der Teschoviren hat Struktur- und Sequenzähnlichkeiten mit der IRES des Hepatitis-C-Virus.

## Systematik
Mit Stand vom November 2018 gliedert sich die Gattung Teschovirus wie folgt:
- Genus Teschovirus

- Spezies Teschovirus A (TeV-A)

- Porzines Teschovirus 1 (PTV-1) (vorher Porzines Enterovirus 1)
- Porzines Teschovirus 2 (PTV-2) (vorher Porzines Enterovirus 2)
- Porzines Teschovirus 3 (PTV-3) (vorher Porzines Enterovirus 3)
- Porzines Teschovirus 4 (PTV-4) (vorher Porzines Enterovirus 4)
- Porzines Teschovirus 5 (PTV-5) (vorher Porzines Enterovirus 5)
- Porzines Teschovirus 6 (PTV-6) (vorher Porzines Enterovirus 6)
- Porzines Teschovirus 7 (PTV-7) (vorher Porzines Enterovirus 7)
- Porzines Teschovirus 8 (PTV-8) (vorher Porzines Enterovirus 11)
- Porzines Teschovirus 9 (PTV-9) (vorher Porzines Enterovirus 12)
- Porzines Teschovirus 10 (PTV-10) (vorher Porzines Enterovirus 13)
- Porzines Teschovirus 11 (PTV-11)
- Porzines Teschovirus 12 (PTV-12)
- Porzines Teschovirus 13 (PTV-13)

- Teschoviren ohne Spezies-Zuordnung:

- ‚Porcines Teschovirus 14‘ bis ‚16‘ (‚PTV-14‘ bit ‚PTV-16‘)